# Dalkey

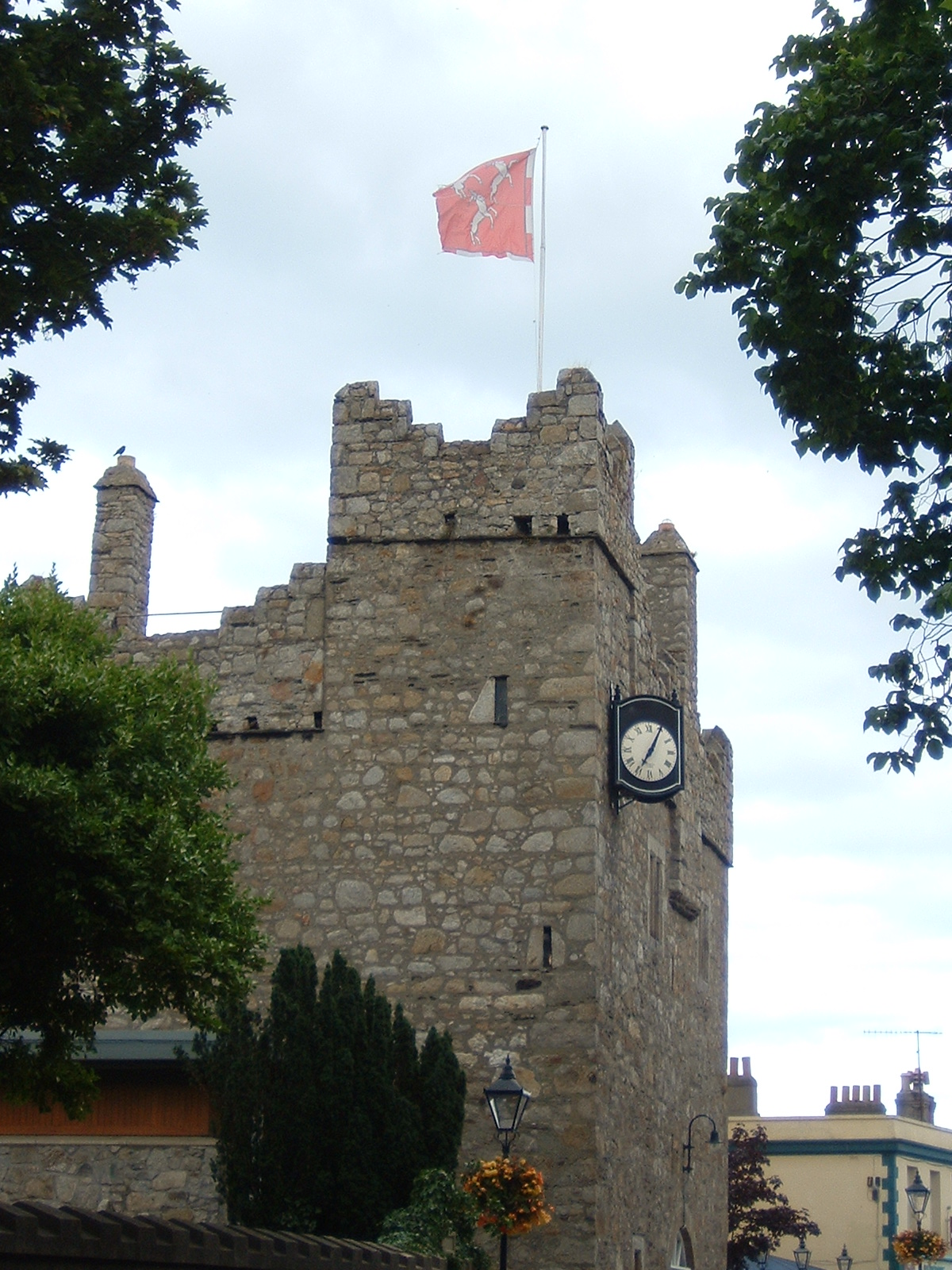
Zamek w Dalkey

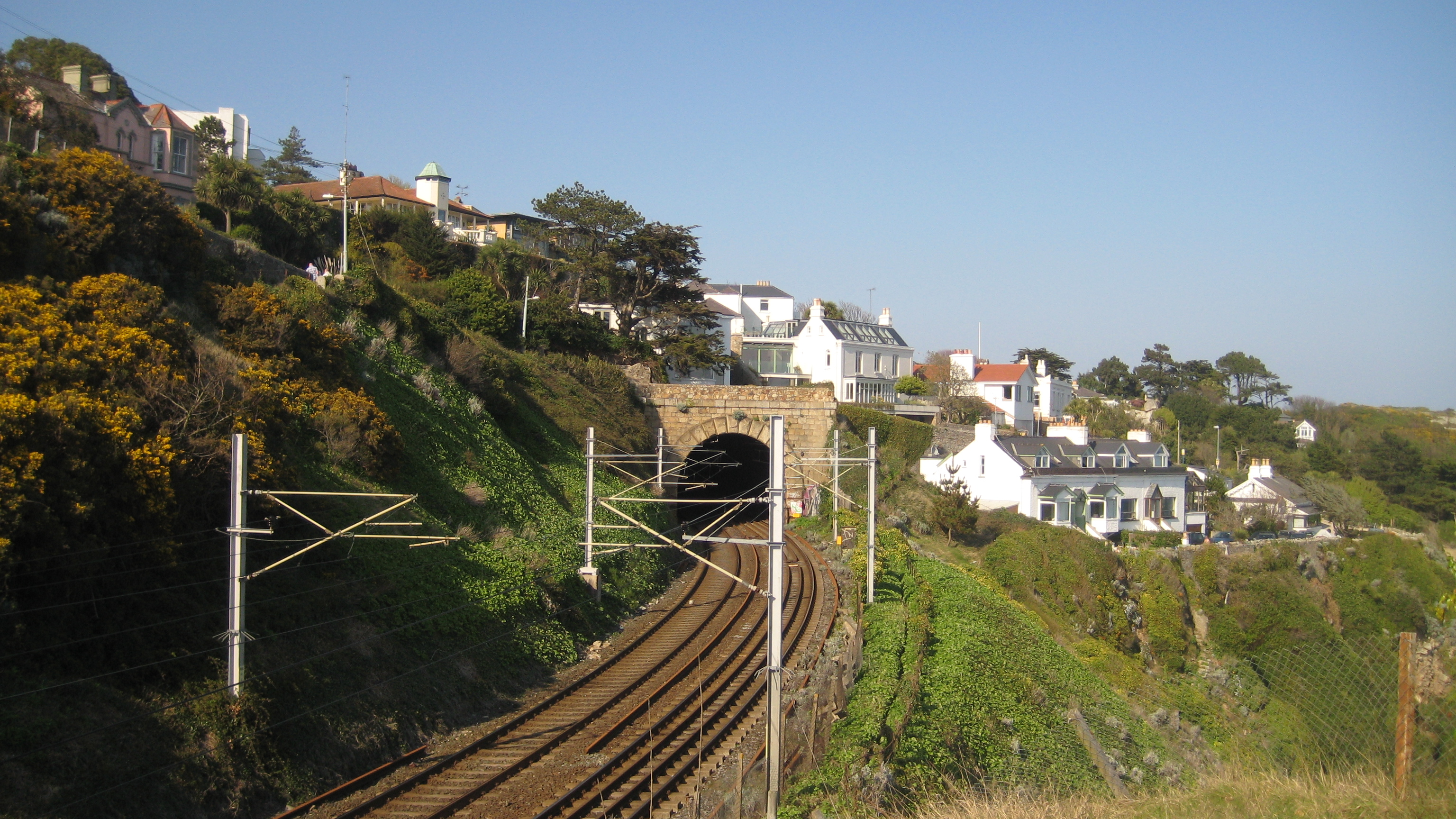
Linia kolejowa DART (widok na północ)

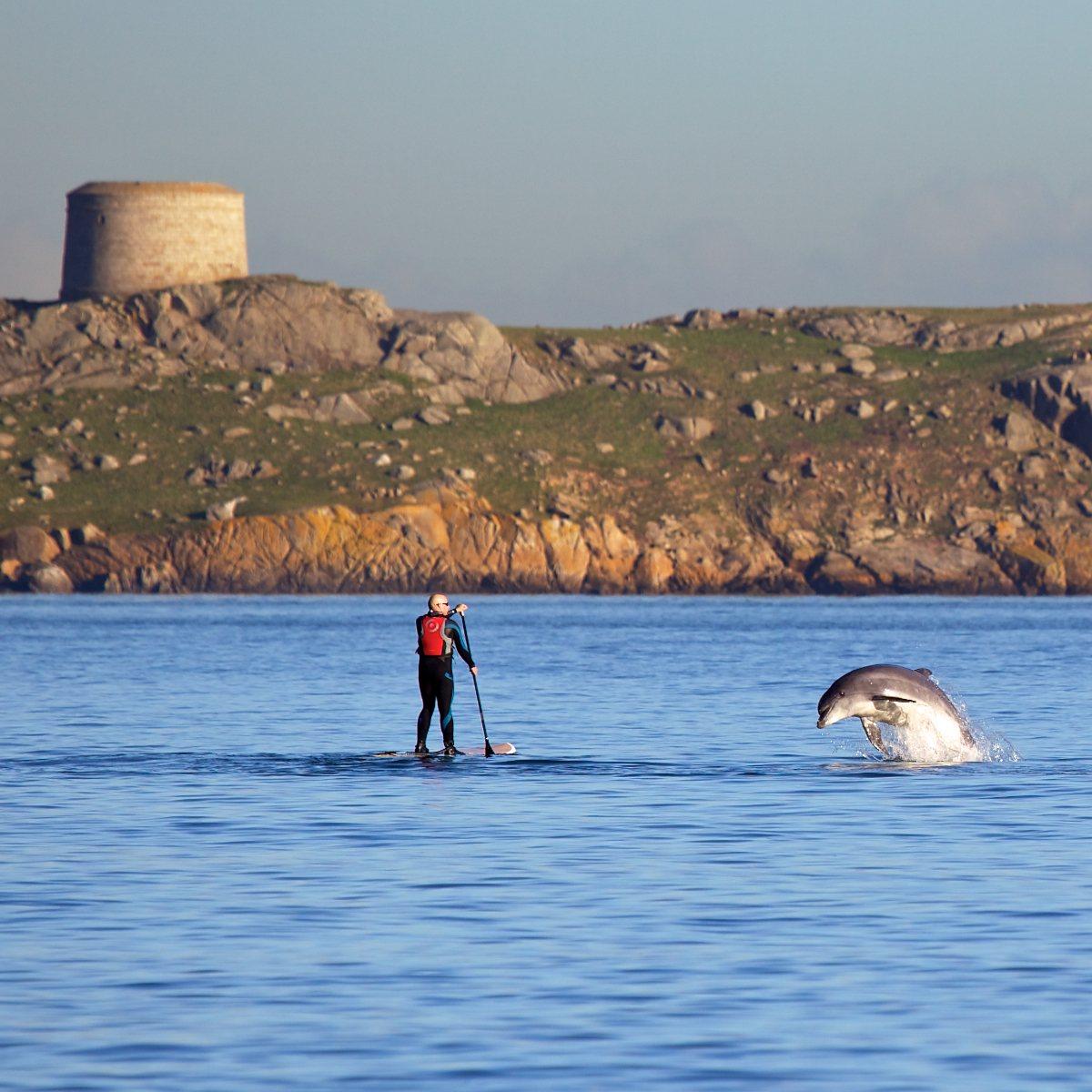
Delfin butlonosy na tle wyspy Dalkey

Dalkey (irl. Deilginis) – dzielnica Dublina w hrabstwie Dún Laoghaire-Rathdown w Irlandii. Liczba ludności: 8 083 (2006). Nazwa pochodzi od położonej naprzeciwko wyspy Dalkey (irl. Deilg Inis) w kształcie ciernia. W języku irlandzkim deilg znaczy cierń a inis – wyspa.

## Historia
Założone przez wikingów stało się ważnym portem w średniowieczu. Według Johna Clyna, średniowiecznego irlandzkiego minicha i kronikarza, to port w Dalkey był jednym z miejsc przez które na teren Irlandii dostała się zaraza dżumy, która opanowała Europę w XIV wieku.

## Ciekawe miejsca

### Wyspa Dalkey
Na wyspie Dalkey (ang. Dalkey Island) zachowała się wieża Martello, zbudowana dla obrony przed wojskami Napoleona oraz ruiny benedyktyńskiego opactwa i kościoła św. Begneta.

### Kamieniołom
Położony na terenie parku Killiney Hill nieczynny już kamieniołom jest dzisiaj popularnym miejscem wspinaczkowym. W XIX wieku uzyskiwano tu granit, którego użyto m.in. do budowy zatoki i portu Dún Laoghaire. W tym czasie kamieniołom połączony był z Dún Laoghaire lokalną przemysłową linią tramwajową zwaną „The Metals”. Jej pozostałości wciąż są widoczne w niektórych częściach Dalkey.

### Przystanie
Wzdłuż wybrzeża Dalkey znajduje się kilka przystani, gdzie turyści mogą wynająć łodzie do połowu ryb czy zwiedzenia pobliskiej wyspy. Największa z nich, przystań Bulloch, położona w północnej części dzielnicy i jest siedzibą kolonii fok. Przystań Coliemore, dawniej główna przystań miasta, jest zdecydowanie mniejsza i położona w południowej części Dalkey.

### Zamek
Zamek w Dalkey to średniowieczna wieża obronna udostępniona do zwiedzania, z której widać zatokę Killiney i morze.

## Komunikacja
W marcu 1844 roku uruchomiono kolej atmosferyczna (napędzaną sprężonym powietrzem tłoczonym w tubie między szynami) na linii Kingstown – Dalkey Dublin, którą eksploatowano do kwietnia 1854 roku.
Obecna stacja kolejowa w Dalkey otwarta została 10 lipca 1854 roku. Podmiejska kolej DART łącząca Dalkey z Dublinem w południowej części miasta biegnie przez tunel, ale pozostała część trasy biegnie tuż nad brzegiem morza.
Z Dublina do Dalkey można także dojechać miejskimi autobusami: 7d, 8 i 59, a bezpośrednie autobusy Aircoach na dublińskie lotnisko odjeżdżają z Hyde Parku przy Hyde Road.

## Znane osoby związane z Dalkey
Miasto jest popularnym miejscem rezydencji sławnych i bogatych mieszkańców Irlandii.
- Maeve Binchy – pisarka
- Roddy Doyle – pisarz, dramaturg i scenarzysta
- Hugh Leonard – dramaturg i scenarzysta
- Bono – muzyk, lider zespołu U2
- The Edge – muzyk, gitarzysta zespołu U2
- Enya – instrumentalistka, kompozytorka i wokalistka
- Chris de Burgh – piosenkarz i kompozytor
- Van Morrison – poeata, piosenkarz i kompozytor
- Pat Kenny – były prowadzący program Late Late Show w irlandzkiej telewizji RTÉ
- Vincent Browne – wydawca i prezenter irlandzkiej telewizji TV3
- Neil Jordan – pisarz, reżyser i scenarzysta filmowy, laureat Oskara (1993)
- Jim Sheridan – reżyser, scenarzysta i producent filmowy
- Damon Hill – kierowca Formuły 1
- Eddie Irvine – kierowca Formuły 1

Dalkey jest również miejscem akcji powieści Flanna O’Briena Z archiwów Dalkey (The Dalkey Archive).

## Fauna i flora
Pobliska wyspa Dalkey jest zamieszkała przez stado dzikich kóz domowych i kolonię fok. Coraz częściej w tych okolicach pojawiają się delfiny butlonose. Na północ od wyspy na Maiden Rock ornitolodzy zaobserwowali kolonię jednej z najrzadzszych rybitw – rybitwy różowej.